# WEC 50
WEC 50: Cruz vs. Benavidez 2（ダブリューイーシー・フィフティ：クルーズ・ヴァーサス・ベナビデス・ツー）は、アメリカ合衆国の総合格闘技団体「WEC」の大会の一つ。2010年8月18日、ネバダ州ラスベガスのザ・パールで開催された。

## 大会概要
メインイベントでは2009年8月9日のWEC 42以来の1年ぶりの再戦となった王者ドミニク・クルーズと挑戦者ジョセフ・ベナビデスによるWEC世界バンタム級タイトルマッチが行われ、クルーズが2-1の判定勝ちを収め王座の初防衛に成功した。
ユライア・フェイバーはバンタム級転向初戦として水垣偉弥と対戦予定であったがフェイバーの負傷により試合は11月のWEC 52に延期された。
キャリア7戦全勝のマーチェズ・ユトゥスコ、ダスティン・ポイエーがWECデビュー。

## 試合結果

### プレリミナリィカード
第1試合 ライト級 5分3R
○  ダニー・カスティーリョ vs.  ダスティン・ポイエー ×
3R終了 判定3-0（30-27、29-28、30-27）
第2試合 フェザー級 5分3R
○  フレジソン・パイシャオン vs.  ブライアン・キャラウェイ ×
3R終了 判定2-1（28-29、29-28、29-28）
第3試合 ライト級 5分3R
○  リカルド・ラマス vs.  デイブ・ジャンセン ×
3R終了 判定3-0（29-28、29-28、29-28）
第4試合 フェザー級 5分3R
○  ハビエル・バスケス vs.  マッケンス・セメルジエール ×
2R 1:35 チョークスリーパー
第5試合 ライト級 5分3R
○  マーチェズ・ユトゥスコ vs.  アンソニー・ジョクアーニ ×
1R 1:35 TKO（レフェリーストップ：右アッパー→パウンド）

### メインカード
第6試合 ライト級 5分3R
○  バート・パラゼウスキー vs.  ザック・ミッケルライト ×
2R 0:31 KO（右フック）
第7試合 バンタム級 5分3R
○  スコット・ヨルゲンセン vs.  ブラッド・ピケット ×
3R終了 判定3-0（30-27、30-27、30-27）
第8試合 フェザー級 5分3R
○  チャド・メンデス vs.  カブ・スワンソン ×
3R終了 判定3-0（30-27、29-28、29-28）
第9試合 ライト級 5分3R
○  アンソニー・ペティス vs.  シェーン・ローラー ×
3R 4:51 三角絞め
第10試合 WEC世界バンタム級タイトルマッチ 5分5R
○  ドミニク・クルーズ vs.  ジョセフ・ベナビデス ×
5R終了 判定2-1（47-48、48-47、49-46）
※クルーズが王座の初防衛に成功。

### 各賞
ファイト・オブ・ザ・ナイト：スコット・ヨルゲンセン vs. ブラッド・ピケット
ノックアウト・オブ・ザ・ナイト：マーチェズ・ユトゥスコ
サブミッション・オブ・ザ・ナイト：アンソニー・ペティス
各選手にはボーナスとして10,000ドルが支給された。